# 1989년 선댄스 영화제
제5회 선댄스 영화제는 1989년 1월 20일에 열린 시상식이다.

## 수상 및 후보

### 심사위원대상(미국 드라마)
- 신부는 왼손잡이 - 낸시 사보카 수상
- 찰리 모픽 - 패트릭 쉔 던컨
- 아파트 제로 - 마틴 도노반
- The Big Dis - Gordon Eriksen, John O'Brien
- Cheap Shots - Jeff Ureles, Jerry Stoeffhaas
- Clownhouse - 빅터 살바
- Ginger Ale Afternoon - Rafal Zielinski
- 헤더스 - 마이클 레만
- The Laser Man - Peter Wang
- 롭스터맨 - Stanley Sheff
- 최후의 카운트다운(영어판) - 스티브 드 자냇
- Morgan's Cake - Rick Schmidt
- Of Men and Angels - William Farley
- 세인과 고속도로 - 조나단 웍스
- Prisoners of Inertia - Jeffrey Noyes Scher
- 섹스 거짓말 그리고 비디오테이프 - 스티븐 소더버그
- That's Adequate - Harry Hurwitz

### 심사위원대상(미국 다큐멘터리)
- 포 올 맨카인드 - 알 라이너 수상
- Comic Book Confidential - Ron Mann
- Coming Out - Ted Reed
- Cover Up - Barbara Trent
- Funny - 브란 페런
- Heavy Petting - Obie Benz
- Isadora Duncan: Movement from the Soul - 다니엘 겔러 외 1인
- 존 휴스턴 - 프랭크 마틴
- 렛츠 겟 로스트 - 쳇 베이커의 초상 - 브루스 웨버
- Lightning Over Braddock: A Rustbowl Fantasy - Tony Buba
- Lodz Ghetto - Kate Taverna, Alan Adelson
- Motel - 크리스찬 블랙우드
- Ofrenda, La - Lourdes Portillo, Susana Blaustein Mu?z
- Who Killed Vincent Chin? - Christine Choy, Renee Tajima-Pena

### 관객상 - 단편
- 포 올 맨카인드 - 알 라이너 수상
- 섹스 거짓말 그리고 비디오테이프 - 스티븐 소더버그 수상

### 필름메이커 트로피
- 존 휴스턴 - 프랭크 마틴 수상
- 세인과 고속도로 - 조나단 웍스 수상